# Prohibido salir
Prohibido salir es una película de comedia peruana de 2023 escrita, dirigida y coproducida por Sandro Ventura. Está protagonizada por Anahí de Cárdenas, Renzo Schuller, Merly Morello y la actuación infantil de Facundo Vásquez de Velasco. Adicionalmente, se contó a la modelo y reina de belleza Luciana Fuster en el reparto principal y fue estrenada el 14 de septiembre de 2023 en cines peruanos.

## Sinopsis
El matrimonio de Bernabé y Carolina está en crisis por lo que deciden separarse justo un día antes de que se decrete la cuarentena. Bernabé decide refugiarse en el lugar más seguro que conoce: su casa. Carolina, que ya lo creía fuera de su vida, no sólo tendrá que aguantar su regreso sino también vivir con sus dos hijos: Macarena y Marcelo, de 15 y 12 años respectivamente.

## Reparto
Los actores que participaron en esta película son:
- Anahí de Cárdenas como Carolina
- Renzo Schuller como Bernabé
- Merly Morello como Macarena
- Facundo Vásquez de Velasco como Marcelo
- Diego Lombardi como Ítalo
- Laura Spoya como Vero
- Maju Mantilla como Alma
- Santiago Suárez como Augusto
- Luciana Fuster como Liliana
- Camucha Negrete como Sonia
- Fabiana Valcárcel como Nicole
- Fiorella Luna como Alessia
- David Carrillo como Paco
- Liz Navarro como Amparo
- Alejandra Saba como Psiquiatra
- Chiara Molina como Secretaria
- Miguel Vargas como Policía

## Producción
La fotografía principal comenzó el 26 de febrero de 2021, y finalizó el 23 de marzo del mismo año en Lima, Perú.